# Мілліонщиков Михайло Дмитрович
Михайло Дмитрович Мілліонщиков (16 січня 1913, місто Грозний, тепер Чечня, Російська Федерація — 27 травня 1973, місто Москва, Російська Федерація) — радянський вчений, академік Академії наук СРСР (1962; член-кореспондент з 1953), віцепрезидент Академії наук СРСР (1962—1973), державний і громадський діяч, організатор науки і міжнародного наукового співробітництва, фахівець із аерогідродинаміки, прикладної фізики та ядерної енергетики, заступник голови Верховної ради РРФСР 6-го скликання (1963-1967), голова Верховної ради РРФСР 7-8-го скликань (з 11 квітня 1967 по 27 травня 1973). Депутат Верховної ради РРФСР 6—8-го скликань. Герой Соціалістичної Праці (27.04.1967).

## Життєпис
Народився в родині токаря паровозного депо станції Грозний Владикавказької залізниці Дмитра Івановича Мілліонщикова (1881—1937) та Євдокії Михайлівни Акімакіної (1881—1921).
У 1927 році закінчив залізничну школу в місті Грозному. У 1927—1928 роках — учень середньої школи № 2 міста Грозного.
У 1928—1932 роках — студент нафтопромислового факультету Грозненського нафтового інституту, здобув спеціальність «інженер-бурильник».
У 1930—1934 роках — асистент кафедр вищої математики, буріння та теоретичної механіки Грозненського нафтового інститут.
У 1934—1943 роках — асистент, старший викладач, доцент кафедри аеродинаміки літальних апаратів, виконуючий обов'язки декана літако- та гелікоптеробудівного факультету Московського авіаційного інституту.
У 1938—1941 роках — старший науковий співробітник відділу математичної геофізики Інституту теоретичної геофізики АН СРСР.
У 1939—1951 роках — старший науковий співробітник лабораторій великих швидкостей Центрального аерогідродинамічного інституту імені професора Жуковського.
У 1943—1946 роках — доцент кафедри аеромеханіки Куйбишевського авіаційного інституту.
У 1944—1949 роках — заступник директора з наукової частини Інституту механіки АН СРСР.
Член ВКП(б) з 1947 року.
У 1947—1952 роках — професор кафедри аеромеханіки Московського фізико-технічного інституту.
У 1949—1960 роках — заступник наукового керівника Комбінату № 813 Першого головного управління при Раді Міністрів СРСР.
У 1949—1960 роках — завідувач кафедри молекулярної фізики Московського інженерно-фізичного інституту.
У 1949—1973 роках — начальник сектору, заступник начальника відділу приладів теплового контролю, начальник відділу високотемпературних установок, заступник директора з наукової роботи Інституту атомної енергії імені академіка Курчатова.
У 1953—1960 роках — заступник наукового керівника Комбінату № 816 Першого головного управління при Раді Міністрів СРСР.
29 червня 1962 — 27 травня 1973 року — віцепрезидент Академії наук СРСР.
11 квітня 1967 — 27 травня 1973 року — голова Верховної ради Російської РФСР.
У 1967 — 27 травня 1973 року — завідувач кафедри молекулярної фізики Московського інженерно-фізичного інституту.
Основні наукові праці присвячені теорії турбулентності, теорії фільтрації, прикладної газової динаміки, поділу ізотопів, високотемпературному реакторобудуванню, методам перетворення енергії, а також наукознавству та міжнародним відносинам.
Михайло Мілліонщиков розвинув теорію ізотропної турбулентності, сформулював закон загасання турбулентних пульсацій, вперше досліджував роль інерційних членів у явищі ізотропної турбулентності. Запропонував новий спосіб експлуатації нафтових пластів, сформулював теорію розвитку конуса обводнення нафтових свердловин. Займався дослідженням газових ежекторів та їх застосування. Запропонував спосіб використання надлишкового тиску газу в газових лініях для отримання електроенергії. З 1949 року був учасником радянського атомного проекту. Розробив конструкції газових центрифуг для отримання урану зброї (Уран-235). Один із основоположників радянського реакторобудування. Був науковим керівником із створення та пуску першого у світі ядерного реактора-перетворювача «Ромашка» (1964 р.). Науковий керівник радянської програми створення ядерних енергетичних установок космічного призначення.
Помер 27 травня 1973 року. Похований на Новодівочому цвинтарі Москви.

## Звання та науково-організаційна діяльність
- Доктор технічних наук (1946), Професор (1949);
- Член-кореспондент  Академії наук СРСР (1953);
- Академік Академії наук СРСР (1962);
- Віцепрезидент Академії наук СРСР з 29 червня 1962 по 27 травня 1973;
- Академік-секретар Відділення фізико-технічних проблем енергетики АН СРСР (1963-1964);
- Іноземний почесний член Американської академії мистецтв і наук (1968);
- Член-кореспондент Німецької академії наук (1971);
- Іноземний академік Чехословацької академії наук (1972).
- Член Національного комітету СРСР з теоретичної та прикладної механіки (1956)
- Член Державного комітету Ради Міністрів СРСР з науки та техніки (1964)
- Голова Прийомної комісії з введення в експлуатацію особливо важливих промислових об'єктів та спецустанов Міністерства середнього машинобудування СРСР (1956-1962)
- Голова науково-технічної ради Магнітної Лабораторії АН СРСР.
- Голова Комісії Президії АН СРСР з перспектив розвитку науки в РРФСР.
- Голова Бібліотечної ради АН СРСР.
- Голова Комісії з наукового обладнання при Президії АН СРСР.
- Заступник голови Ради з координації діяльності академій наук союзних республік при Президії АН СРСР.
- Голова Наукової ради з комплексної проблеми «Методи прямого перетворення теплової енергії на електричну» АН СРСР.
- Голова Спеціальної секції Комітету з Ленінських та Державних премій при Раді Міністрів СРСР.
- Голова секції «Авіаційно-ракетні ядерні енергетичні установки» науково-технічної ради міністерства середнього машинобудування СРСР.
- Голова Експертної комісії із присудження Золотої медалі ім. М. В. Ломоносова АН СРСР.
- Голова Комісії АН СРСР з підготовки пропозицій щодо проектування та спорудження нової будівлі Президії Академії наук СРСР у Москві.
- Член президії науково-технічної ради військово-промислової комісії при Раді Міністрів СРСР.
- Член Науково-технічного комітету Генерального штабу Збройних Сил СРСР.
- Член науково-технічної ради Міністерства енергетики та електрифікації СРСР.
- Член бюро наукової ради з комплексної проблеми «Теплофізика та теплоенергетика» АН СРСР.
- Член наукової ради з проблем геології та розробки нафтових родовищ АН СРСР.
- Член ради з вищої школи Міністерства вищої та середньої спеціальної освіти СРСР.
- Член президії наукової ради «Дослідження океанів та морів та використання їх ресурсів» Державного комітету Ради Міністрів СРСР з науки та техніки.
- Член вчених та дисертаційних рад Інституту механіки АН СРСР, Інституту атомної енергії ім. І. В. Курчатова, Комбінату № 813 Мінінстерства середнього машинобудування СРСР, Науково-дослідного та конструкторського інституту хімічного машинобудування, Науково-дослідного та конструкторського інституту енерготехніки.
- Голова Редакційно-видавничої ради АН СРСР (з 1966).
- Головний редактор журналу «Атомна енергія» (з 1961)
- Головний редактор журналу «Вісник Академії наук СРСР» (з 1966)
- Голова редакційної колегії міжнародного щорічника «Наука та людство» (з 1963)
- Член Головної редакції Великої Радянської Енциклопедії (з 1967).
- Член редколегії журналу «Інженерний збірник» (1947-1950 рр.)
- Член редколегії журналу «Квант» (з 1970).
- Голова Радянського Пагуошського комітету та член Пагуошського Постійного та Виконавчого комітету (у 1964—1973 рр.)
- Президент Пагуошського руху вчених (у 1968—1969 рр).
- Перший заступник голови Радянського комітету з питань європейської безпеки.
- Заступник голови Президії Центральної ради Всеросійського товариства охорони пам'яток історії та культури.
- Член Президії та голова Комісії з питань культурних зв'язків, пам'ятників культури та музеїв Радянського комітету захисту миру.
- Член Правління Всесоюзного товариства «Знання».

## Нагороди
- Герой Соціалістичної Праці (27.04.1967) — «за видатні досягнення в галузі механіки, ядерної фізики та енергетики, плідну науково-організаційну діяльність та великі заслуги у підготовці висококваліфікованих наукових кадрів»
- п'ять орденів Леніна (08.12.1951, 22.12.1954, 15.01.1963, 27.04.1967, 15.01.1973)
- Орден Жовтневої Революції (20.07.1971)
- Орден Трудового Червоного Прапора (04.01.1954)
- Орден «Знак Пошани» (19.09.1953)
- Орден Праці І ст. (Угорська Народна Республіка) (4.04.1970)
- Медаль «За доблесну працю у Великій Вітчизняній війні 1941—1945 рр.» (1946)
- Медаль «У пам'ять 800-річчя Москви» (1947)
- Медаль «За доблесну працю. В ознаменування 100-річчя з дня народження Володимира Ілліча Леніна» (1970)
- Ленінська премія (1961) — «за розробку та освоєння центрифужного методу поділу ізотопів урану»
- Сталінська премія І ст. (1951) — «за розробку та промислове освоєння виробництва урану-235 методом газової дифузії»
- Сталінська премія І ст. (1954) — «за удосконалення виробництва урану-235 та за отримання урану-235 з концентрацією 90%»
- Золота медаль Національної академії деї Лінчеї (Італія)
- Золота медаль Академії наук Куби
- Золота медаль Чехословацької академії наук
- Золота медаль імені Коперника Польської академії наук
- Велика медаль імені Лейбніца Німецької академії наук у Берліні
- Золота медаль «За заслуги перед наукою та людством» Словацької академії наук
- Медаль Словенської академії мистецтв та наук;
- Медаль імені С. І. Вавілова Всесоюзного товариства «Знання»
- Медаль «Борцю за мир» Радянського комітету захисту миру
- Медаль Дитячого фонду ООН [ЮНІСЕФ
- Медаль «За багаторічну та плідну діяльність з розвитку атомної науки»
- Медаль «За заслуги у стандартизації»